# Флора Криму
У Криму ростуть приблизно 2400 видів рослин, з яких дерева 77 видів. Чагарників дещо більше 113 видів 118 видів кримських рослин занесені до Червоної книги або визнані заповідними рішенням місцевих органів влади .

## Рослинність
| Зона                                       | Рослини- релікти                                                                            | Рослини- ендеміки | Рослини- екзоти                                                                                        |
| ------------------------------------------ | ------------------------------------------------------------------------------------------- | --- | --- |
| Рослинність гір і передгір'їв              |                                                                                             | | |
| Північний макросхил                        |                                                                                             | | |
| Пояс передгірській лісостепу               |                                                                                             | Трави: чебрець кримський, еспарцет Палласа | |
| Пояс дубових лісів                         |                                                                                             | Трави: підсніжник складчастий, цикламен Кузнєцова | волоський горіх                                                                                        |
| Пояс букових та буково-грабових лісів      | Дерева: тис ягідний; трави: зозулині черевички, грушанка тайгова                            | Дерева: клен Стевена; трави: Волчик кримський | |
| Південний макросхил                        |                                                                                             | | |
| Пояс приморських ялівцево-дубових шибляків | Дерева: ялівець високий, суничник дрібноплідний; чагарники: иглица понтийская і під'язикова | Дерева: сосна кримська, глід Пояркової чагарники: чист кримський | Дерева: магнолія великоквіткова, маслина італійська, інжир, кипарис пірамідальний, трахикарпус Форчуна |
| Пояс соснових лісів                        | береза повисла                                                                              | сосна кримська, клен Стевена | |
| Пояс буково-соснових лісів                 |                                                                                             | клен Стевена | |
| Яйла                                       |                                                                                             | Чагарники: горобина кримська, кизильник кримський трави: роговик Биберштейна («кримський едельвейс») железница кримська, чебрець кримський, проломник кримський, астрагал щетинистий | |
| Рослинність рівнин і височин               |                                                                                             | | |
| Напівпустельні степи                       |                                                                                             | полин кримська | |
| Типові степи                               |                                                                                             | | |
| Рослинність солончаків і солонців          |                                                                                             | | |